# 블라인드 호라이즌
《블라인드 호라이즌》(영어: Blind Horizon)은 미국에서 제작된 마이클 하우스먼 감독의 2003년 음모론 미스터리 스릴러 영화이다. 밸 킬머 등이 출연하였고, 랜들 에밋 등이 제작에 참여하였다.

## 출연진
- 밸 킬머
- 네브 캠벨
- 샘 셰퍼드
- 노블 윌링햄
- 에이미 스마트
- 길 벨로스
- 잔카를로 에스포시토
- 찰스 오티즈
- 리오 피츠패트릭
- 페이 더너웨이
- 스티븐 글러버
- 블레이크 우드러프

## 기타 제작진
- 공동 제작: 줄리언 러메이트러
- 공동 총괄 제작: 크리스 벤더, 낸시 래넘, 데일 포니와즈, J. C. 스핑크
- 라인 제작: 올턴 월폴
- 제작 감독: 데이브 두스
- 배역: 리사 필즈, 모니카 미컬슨
- 미술: 리처드 후버
- 의상: 로저 버턴